# Wolfgang Jacobsen
Wolfgang Jacobsen (* 1953 in Lübeck) ist ein deutscher Filmhistoriker, Autor und Herausgeber.

## Leben
Nach dem Abitur am Katharineum zu Lübeck studierte er in Göttingen und Berlin Germanistik, Anglistik, Theaterwissenschaft und Kunstgeschichte. Seit Anfang der 1980er Jahre war er Redakteur bei den Internationalen Filmfestspielen Berlin, Mitarbeiter von CineGraph Hamburg und der Deutschen Kinemathek. Dort war er zunächst verantwortlich für Publikationen und Veranstaltungen, von 2002 bis 2018 war Jacobsen Leiter der Abteilungen Forschung und Publikationen. Seither freier Autor.
Von 1991 bis 2002 war er konzeptionell und organisatorisch für die filmhistorischen Retrospektiven und Hommagen der Internationalen Filmfestspiele Berlin verantwortlich. In dieser Zeit auch Mitglied des Auswahlkomitees für den Internationalen Wettbewerb der Berlinale. Er kuratierte Ausstellungen, u. a. 1987 Film...Stadt...Kino...Berlin im ehemaligen Hotel Esplanade in Berlin (zur 750-Jahr-Feier Berlins, zusammen mit Uta-Berg-Ganschow), 1997 G. W. Pabst im Literaturhaus Berlin und Kino. Movie. Cinéma im Martin-Gropius-Bau zum 100. Geburtstag des Films zusammen mit Werner Sudendorf. Er war mit Werner Sudendorf und Hans Helmut Prinzler Kurator der Dauerausstellung des Filmmuseums Berlin, heute Museum für Film und Fernsehen.
Er war Mitarbeiter der Reihe Film und Herausgeber der Zeitschrift FilmExil, die 2005 eingestellt wurde. Von 1989 bis 2008 war er Mitherausgeber der CineGraph-Buchreihe (bis 2008: 19 Bände), von 1992 bis 1997 zusammen mit Hans-Michael Bock Herausgeber der Reihe „Film-Materialien“ (10 Bände). Zusammen mit Rolf Aurich Herausgeber der Buchreihen Film & Schrift zur Geschichte der deutschen Filmkritik (21 Bände, Stand 2018) und Filit, die sich in essayistischer Form den Schnittpunkten von Film mit anderen Künsten widmet (18 Bände, Stand 2021). Lehraufträge u. a. an der Freien Universität Berlin und der Deutschen Film- und Fernsehakademie Berlin. Er ist Autor zahlreicher Rundfunkfeatures zu Film und Literatur und zusammen mit Martin Koerber und René Perraudin Autor der Dokumentarfilme Pabst wieder sehen (Arte 1997) und Otto Preminger (Arte 1999). 1998 war Jacobsen Stipendiat der Villa Aurora in Pacific Palisades.

## Werke (Auswahl)
Als Autor
- 1989: Erich Pommer. Ein Produzent macht Filmgeschichte, Argon. ISBN 3-87024-148-9.
- 1990: Berlinale. Internationale Filmfestspiele Berlin. 1951–1990, Argon. ISBN 3-87024-154-3. Englische Ausgabe: ISBN 3-87024-155-1.
- 2000: Berlinale. Internationale Filmfestspiele Berlin. 50 Jahre, Nicolai, ISBN 3-87584-905-1. Englische Ausgabe: ISBN 3-87584-906-X.
- 2005: mit Rolf Aurich: Der Sonnensucher Konrad Wolf, Aufbau, Berlin, ISBN 3-351-02589-0.
- 2008: mit Rolf Aurich: Theo Lingen. Das Spiel mit der Maske, Aufbau, ISBN 978-3-351-02668-4.
- 2012: mit Rolf Aurich und Niels Beckenbach: Reineckerland. der Schriftsteller Herbert Reinecker, edition text + kritik, ISBN 978-3-86916-068-9.
- 2013: Zeit und Welt. Gerhard Lamprecht und seine Filme, edition text + kritik, ISBN 978-3-86916-227-0.
- 2013: Kein letztes Wort. Die Filme von Rainer Erler, edition text + kritik, ISBN 978-3-86916-269-0.
- 2015: „Der Moriz Seeler muß Euch genügen, Herrschaften!“ Hentrich & Hentrich, Berlin 2015, ISBN 978-3-95565-086-5[1]
- 2015: Ernest Borneman. Film. Fernsehen.Fremde, edition text + kritik, München, zusammen mit Rolf Aurich, ISBN 978-3-86916-406-9.
- 2017: Erich Pommer. Filmproduzent zwischen Kunst, Industrie und Unterhaltung, Hentrich & Hentrich, Berlin, ISBN 978-3-95565-217-3.
- 2020: Nazis können nicht lieben : drei Filme aus Deutschland, Berlin : Verbrecher, [2020], ISBN 978-3-95732-431-3
- 2020: Helmut Ringelmann : der Produzent / von Wolfgang Jacobsen ; Herausgegeben von Evelyn Opela-Ringelmann, München : Hirmer, [2020], ISBN 978-3-7774-3643-2
- 2021: Der Film im Nationalsozialismus, München: edition text + kritik, ISBN 978-3-96707-528-1

Als Herausgeber
- 1987: Film … Stadt … Kino … Berlin. Argon, zusammen mit Uta Berg-Ganschow, ISBN 3-87024-105-5.
- 1991: Willy Haas. Der Kritiker als Mitproduzent, Ed. Hentrich, zusammen mit Karl Prümm und Benno Wenz, ISBN 3-926175-98-2.
- 1992: Babelsberg. Ein Filmstudio, Argon, ISBN 3-87024-203-5. 3. aktualisierte Auflage 1994, ISBN 3-87024-291-4.
- 1992: Käutner, Wissenschaftsverlag Volker Spies, Berlin, zusammen mit Hans Helmut Prinzler, ISBN 3-89166-159-2.
- 1993: Conrad Veidt. Lebensbilder. Argon, Berlin, ISBN 3-87024-242-6.
- 1994: Erich von Stroheim, Argon, zusammen mit Helga Belach und Norbert Grob, ISBN 3-87024-276-0.
- 1995: Kino. Movie. Cinéma. Katalog, Argon, zusammen mit Hans Helmut Prinzler, Werner Sudendorf, ISBN 3-87024-297-3.
- 1996: William Wyler, Argon, ISBN 3-87024-343-0.
- 1997: G. W. Pabst, Argon, ISBN 3-87024-365-1.
- 1997: Recherche: Film. Quellen und Methoden der Filmforschung, edition text + kritik, zusammen mit Hans-Michael Bock, ISBN 978-3-88377-550-0.
- 1998: Berlin im Film. Die Stadt. Die Menschen, Argon, ISBN 3-87024-468-2.
- 1998: Siodmak Bros. Berlin – Paris – London – Hollywood, Argon, zusammen mit Hans Helmut Prinzler, ISBN 3-87024-469-0.
- 1998. Werkstatt Film. Selbstverständnis und Visionen von Filmleuten der zwanziger Jahre. edition text + kritik, zusammen mit Rolf Aurich, ISBN 3-88377-597-5.
- 1999: Otto Preminger, Jovis, zusammen mit Rolf Aurich und Norbert Grob, ISBN 3-931321-59-2.
- 2000: Filmmuseum Berlin. Katalog, Nicolai, zusammen mit Hans Helmut Prinzler, Werner Sudendorf, ISBN 3-87584-907-8.
- 2000: Metropolis. Ein filmisches Laboratorium der modernen Architektur, Ed. Menges, zusammen mit Werner Sudendorf, ISBN 3-930698-85-4.
- 2000: Künstliche Menschen. Manische Maschinen, kontrollierte Körper, Jovis, zusammen mit Rolf Aurich und Gabriele Jatho, ISBN 3-931321-71-1.
- 2001: FL. Fritz Lang. Leben und Werk. Bilder und Dokumente, Jovis, zusammen mit Rolf Aurich, ISBN 3-931321-74-6.
- Bilder. Stories. Filme. Der Produzent Joachim von Vietinghoff, Filmmuseum Berlin, zusammen mit Rolf Aurich, gabriele Jatho, ISBN 978-3-9807746-0-4.
- 2002: European 60s. Revolte, Phantasie & Utopie, Filmmuseum Berlin – Deutsche Kinemathek, edition text + kritik, München, zusammen mit Rolf Aurich, ISBN 3-88377-697-1.
- 2004: Geschichte des deutschen Films, Metzler, zusammen mit Anton Kaes und Hans Helmut Prinzler, ISBN 3-476-01952-7.
- 2004: Das Edelbuch, Verbrecher Verlag, Berlin, zusammen mit Rolf Aurich, ISBN 978-3-935843-36-2.
- 2005: Hanns Brodnitz. Kino intim. Eine vergessene Biographie, Hentrich & Hentrich, Berlin ISBN 3-938485-06-X.
- 2012: Der ewige Augenblick. Filmkünstler und Schriftsteller im Bild. Fotos von Digne M. Marcovicz, Vorwort von Alexander Kluge, edition text + kritik, ISBN 978-3-86916-176-1.
- 2013: Hanns Brodnitz. Flic Flac. Aufsätze, Kritiken, Glossen zu Theater, Film und Alltag, Hentrich & Hentrich, Berlin ISBN 978-3-95565-019-3.
- 2013: In der Ferne das Glück. Geschichten für Hollywood, Aufbau, Berlin, zusammen mit Heike Klapdor, ISBN 978-3-351-03527-3.
- 2014: Harald Braun. Literatur-Film-Glaube, edition text + kritik, München, zusammen mit Rolf Aurich, ISBN 978-3-86916-364-2.
- 2014: Hans Casparius. Von der Kamera berührt – Menschen. Gesichter.Gefühle, edition text + kritik, München, ISBN 978-3-86916-337-6.
- 2014: Alexander Kluge, Digne M. Marcovicz. Realismus des Herzens. Fotos und Texte. edition text + kritik, München, ISBN 978-3-86916-363-5.
- 2014: Oskar Baum. Der Blinde als Kritiker. Texte zu Musik und Literatur. edition text + kritik, München, zusammen mit Wolfgang Pardey, ISBN 978-3-86916-357-4.
- 2015: Vlado Kristl. Noch – immer nichts. Briefe und Zeichnungen, Verbrecher Verlag, Berlin, ISBN 978-3-95732-079-7.
- 2016: Peter Beauvais. Vielfalt als Konzept, edition text + kritik, München, zusammen mit Nicky Rittmeyer, ISBN 978-3-86916-519-6.
- 2018: Fritz Lang. „What makes him tick?“ Notizbuch 1929–1934, belleville, München, zusammen mit Rolf Aurich, ISBN 978-3-946875-39-0.
- 2018: Elfriede Jelinek. Eine Partie Dame, Verbrecher Verlag, Berlin zusammen mit Helmut Wietz, ISBN 978-3-95732-310-1.
- 2022 Georg Stefan Troller. Der Unnötige. Frühe Texte, Verbrecher Verlag, Berlin, ISBN 978-3-95732-537-2.

Ausstellungen
- 1982 Das Glashaus am Necker. Heidelberg und das Kino. Heidelberg Landeskunstwochen, zusammen mit Gerhard Braun, Gero Gandert
- 1985 Josef Fenneker. Filmplakate der Weimarer Republik. Los Angeles / County Museum und andernorts, zusammen mit Gero Gandert
- 1987 Film … Stadt … Kino … Berlin. Berlin, Esplanade, zusammen mit Uta Berg-Ganschow
- 1995 Kino. Movie. Cinéma. Berlin, Martin-Gropius-Bau, zusammen mit Werner Sudendorf
- 1996 F.W. Murnau com a fotógraf. Barcelona, Institute for North-American Studies
- 1997 G.W. Pabst. Berlin, Literaturhaus
- 2001 Bilder. Stories. Filme. Der Produzent Joachim von Vietinghoff. Filmmuseum Berlin
- 2014 70 000 Jahre wie ein Tag. Alexander Kluges Fernseharbeiten. Eine Installation. Berlin, Museum für Film und Fernsehen, zusammen mit Peter Paul Kubitz

Filme
- 1997 Pabst wieder sehen. Regie, Buch mit Martin Koerber, René Perraudin
- 1999 Otto Preminger. Ein Portrait. Regie, Buch mit Martin Koerber, René Perraudin
- 2000 Für mich gab’s nur noch Fassbinder. Regie: Rosa von Praunheim. Mitwirkung
- 2002 Fritz Lang, das Genie des Films. Regie: Alexander Kluge. Gesprächspartner
- 2002 European Sixties. Regie: Alexander Kluge. Gesprächspartner
- 2010 Spur der Bären – 60 Jahre Berlinale. Regie: Hans-Christoph Blumenberg, Alfred Holighaus. Filmhistorischer Fachberater und Moderation
- 2016 Der Clown. Regie: Eric Friedler. Filmhistorischer Fachberater
- 2020 Desperado. Wim Wenders. Regie: Eric Friedler, Andreas Frege. Filmhistorischer Fachberater Festival de Cannes 2020 (Kinofassung)
- 2020 Desperado. Wim Wenders. Regie: Eric Friedler, Andreas Frege. Filmhistorischer Fachberater. (TV-Film, 4 Teile)
- 2024 From Darkness to Light. Regie: Eric Friedler, Michael Lurie. Executive Producer: Wim Wenders. Filmhistorischer Fachberater (La Biennale di Venzia 2024)

CD
- 2001 Fritz Lang, Eleanor Rosé. Briefwechsel. Mit Susanne Lothar und Udo Samel. Zürich: Kein und Aber. ISBN 978-3-0369-1109-0. Konzeption und Dramaturgie mit Gabriele Jatho.

## Auszeichnung
- 2000: Goldene Berlinale Kamera